# Салава
Салава́ (фр. и окс. Salavas) — коммуна во Франции, находится в регионе Рона — Альпы. Департамент коммуны — Ардеш. Входит в состав кантона Валлон-Пон-д’Арк. Округ коммуны — Ларжантьер.
Код INSEE коммуны — 07304.

## Население
Население коммуны на 2008 год составляло 532 человека.
| 1962 | 1968 | 1975 | 1982 | 1990 | 1999 | 2008 |
| ---- | ---- | ---- | ---- | ---- | ---- | ---- |
| 192  | 240  | 299  | 355  | 402  | 504  | 532  |

## Экономика
В 2007 году среди 349 человек в трудоспособном возрасте (15—64 лет) 241 были экономически активными, 108 — неактивными (показатель активности — 69,1 %, в 1999 году было 73,3 %). Из 241 активных работали 198 человек (97 мужчин и 101 женщина), безработных было 43 (18 мужчин и 25 женщин). Среди 108 неактивных 30 человек были учениками или студентами, 44 — пенсионерами, 34 были неактивными по другим причинам.

## Достопримечательности
- Руины церкви Сен-Жюльен-э-Сен-Жан

## Фотогалерея

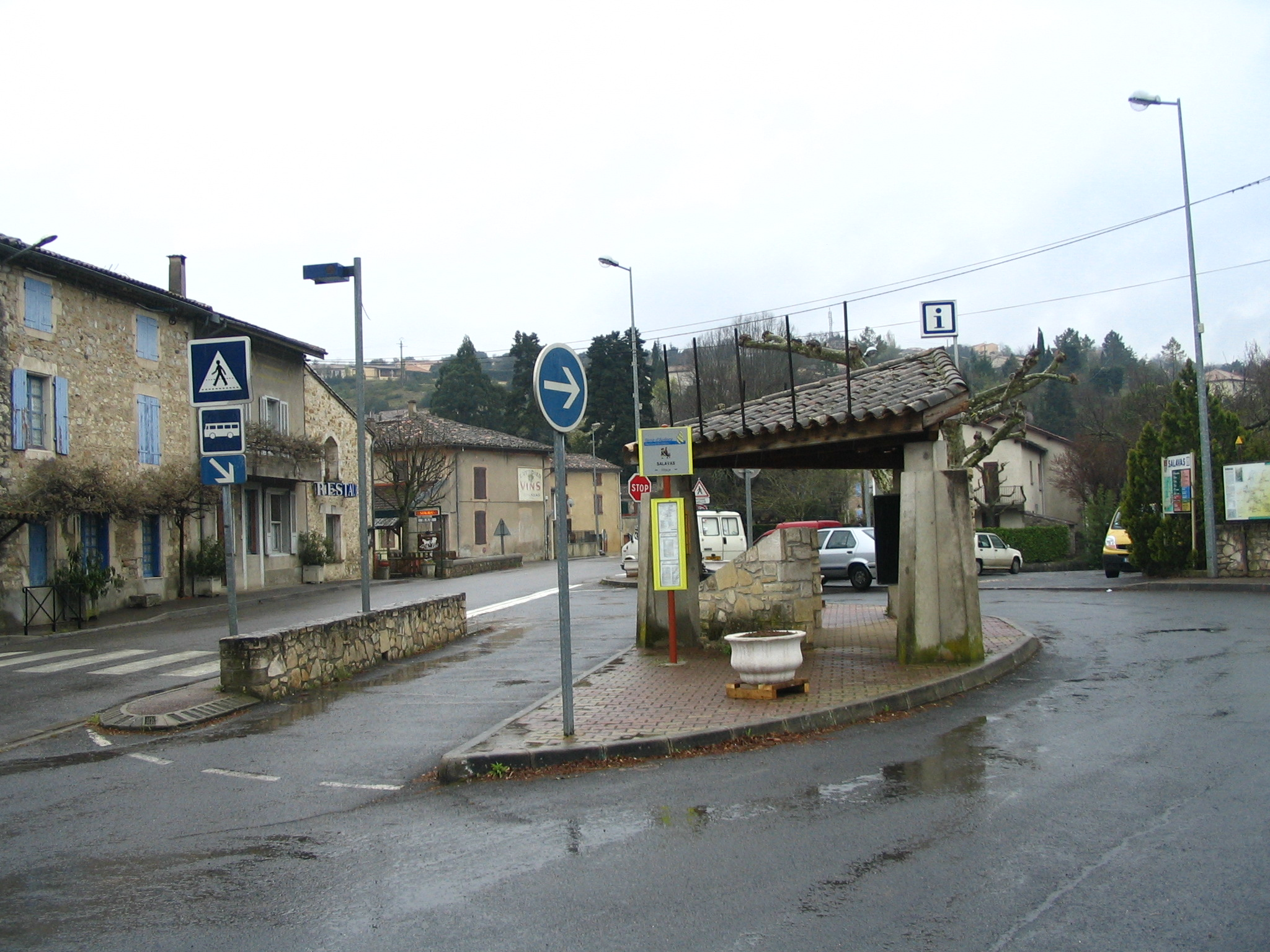
Салава
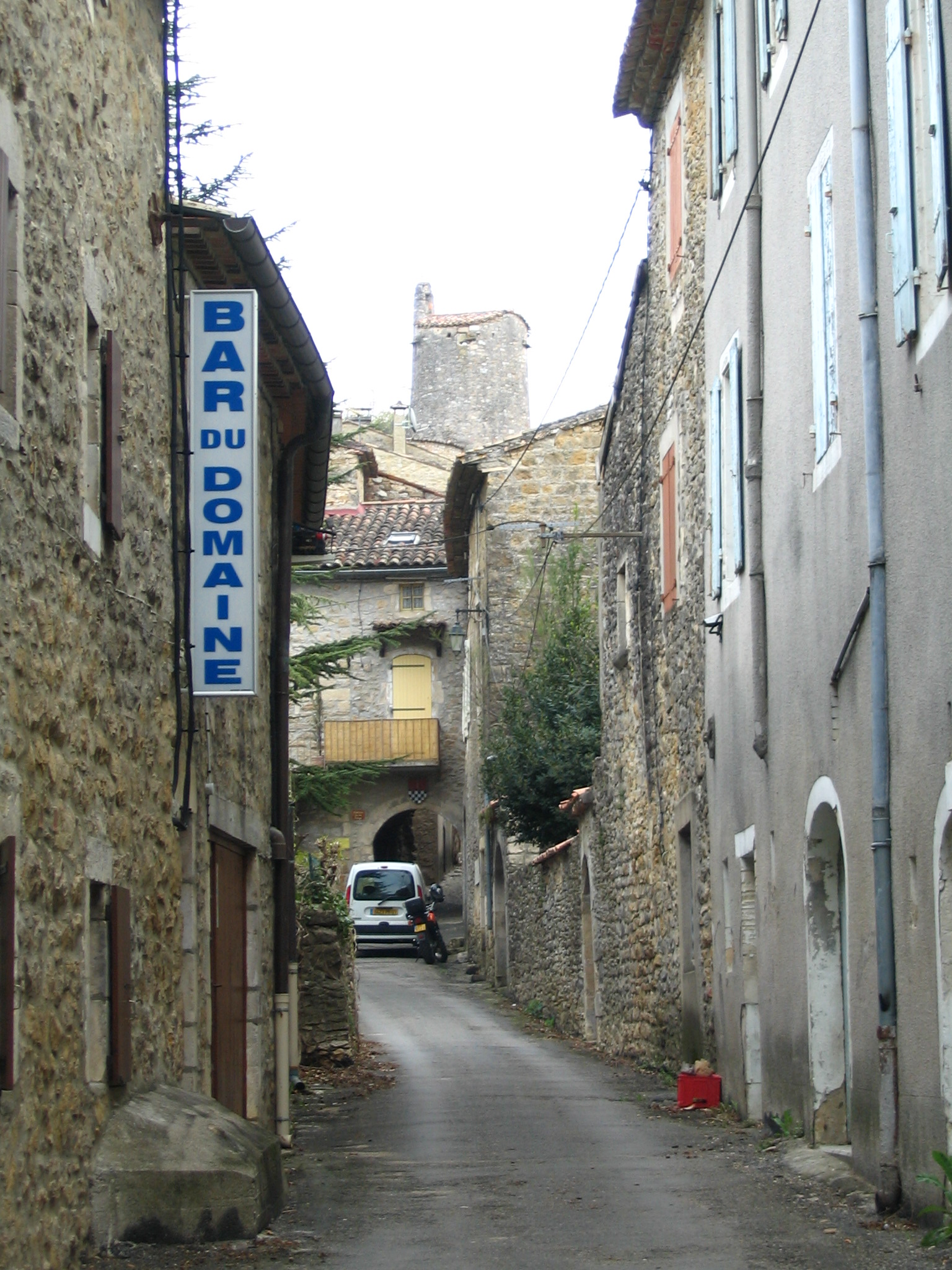
Салава
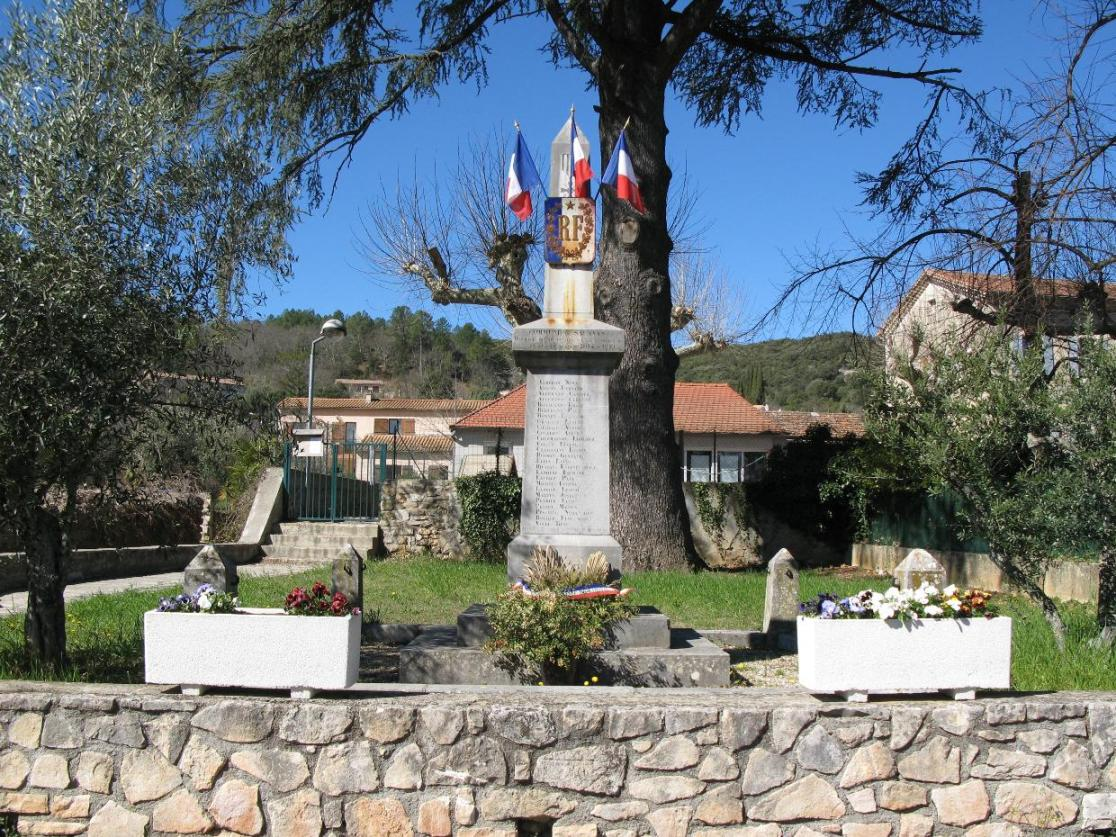
Памятник погибшим в Первой мировой войне
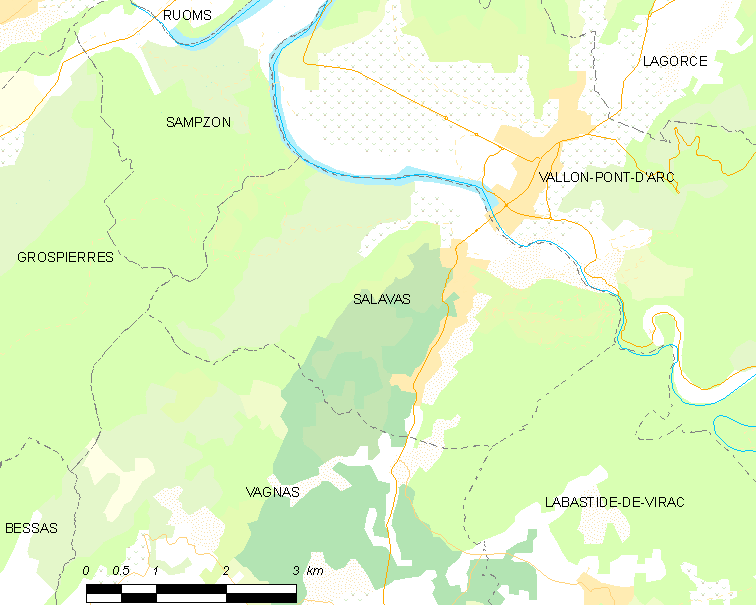
Карта коммуны